# Florentijnse Republiek

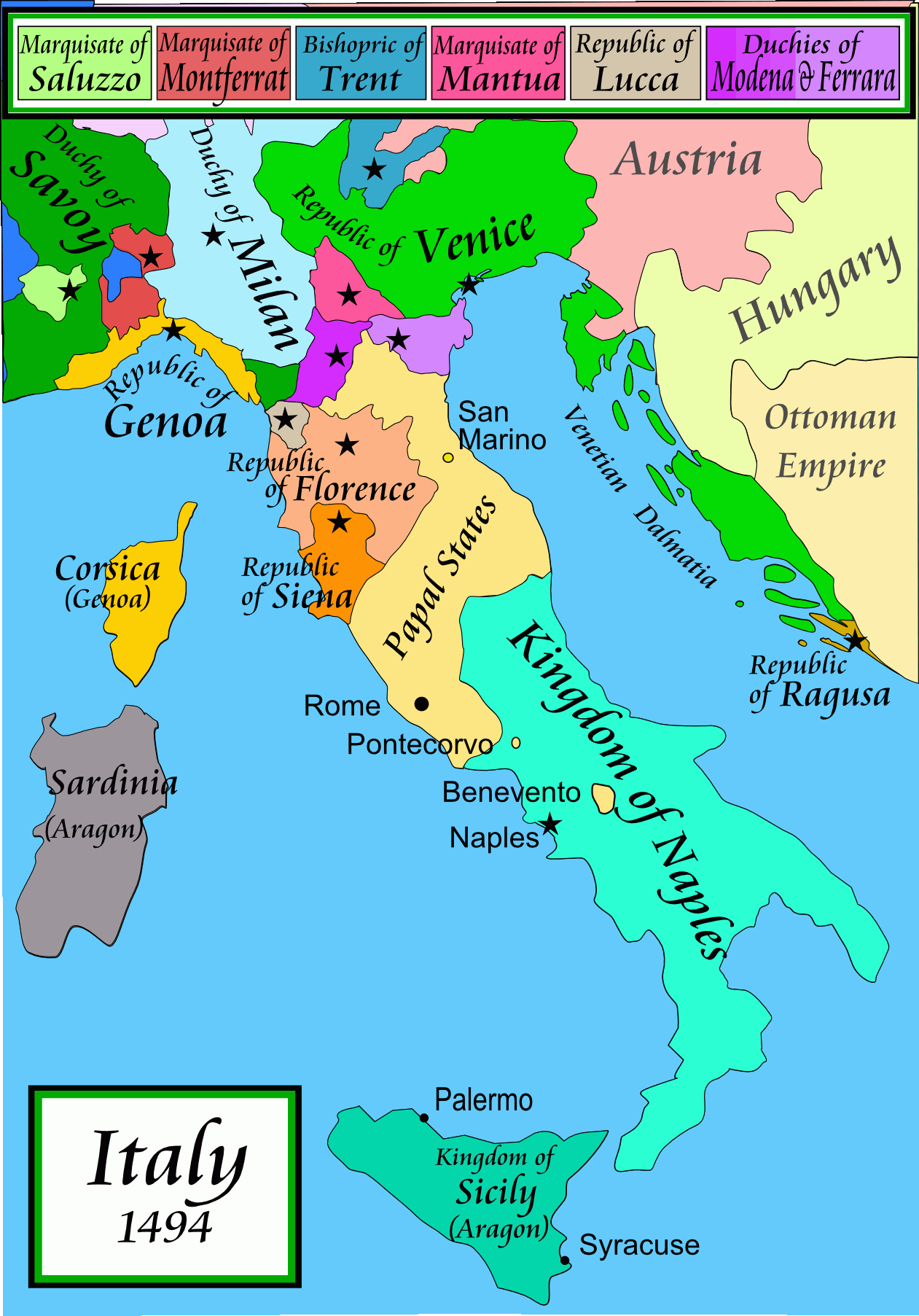
Italië in 1494.

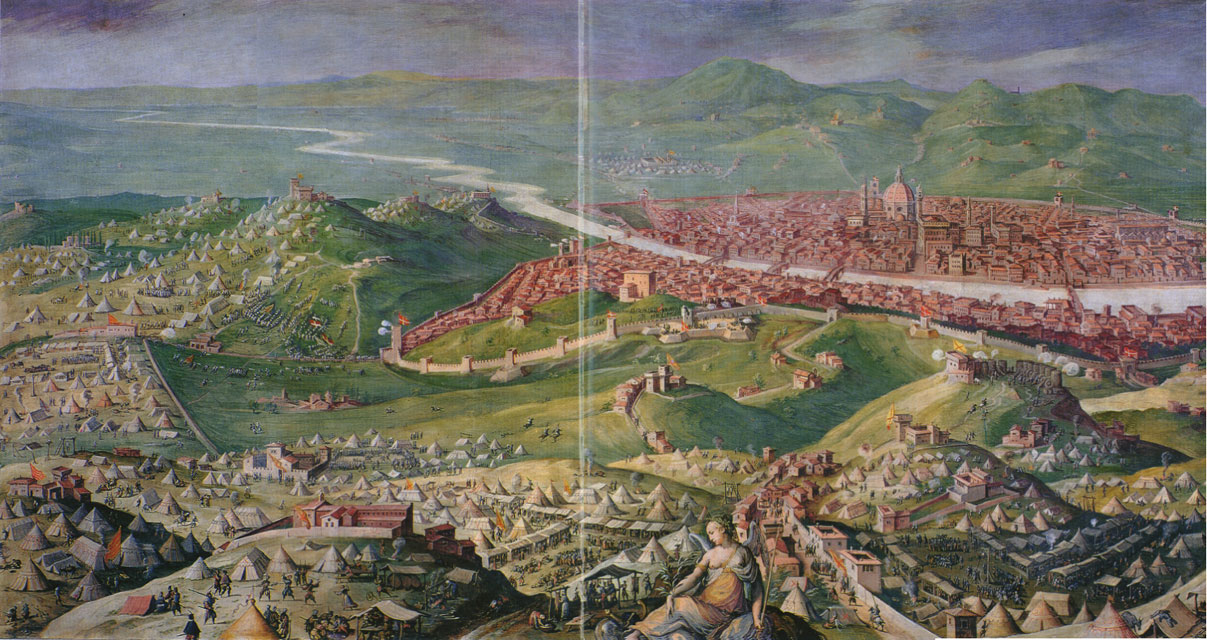
Beleg van Florence in 1530.

De Florentijnse Republiek (Italiaans: Repubblica Fiorentina) was de staatsvorm die van kracht was in Florence van 1115 tot 1531, sinds 1434 geregeerd door het Huis Medici. In het bijzonder verwijst de naam Florentijnse Republiek naar de perioden 1494-1512 en 1527-1530, toen er geen de' Medici aan de macht was. Het werd in 1569 verheven tot groothertogdom Toscane (Granducato di Toscana).
De machtige en rijke Medici-familie leverde de hertogen van Florence. De eerste was Alessandro de' Medici in 1531, die al sinds 1523 heer van Florence was geweest, maar in het tijdperk 1527-1530 moest wijken voor een republikeinse heropleving. In 1555 annexeerde Florence zijn rivaal de Republiek Siena, in 1565 ook Pistoia. Paus Pius V schonk  de Florentijnse hertog Cosimo I de' Medici in 1569 de nieuwe titel groothertog; het vorstendom verruilde de naam Florence (de stad) voor Toscane (het land).

## Geschiedenis
De Florentijnse stadstaat ontstond uit een middeleeuwse commune, die zich losmaakte uit het markgraafschap Toscane nadat dit gebied in de 13e eeuw strijdperk werd tussen Ghibellijnen (gesteund door de keizer) en Welfen (gesteund door de paus). In 1289 waren de Ghibellijnen in Florence definitief verslagen en hadden de Welfen de politieke macht gegrepen. Door de nieuwe verordeningen van Giano della Bella van 1295 werd de oude landadel uitgesloten van politieke ambten in de Republiek Florence.
Florence voerde voortdurend oorlog met wedijverende buursteden (als Lucca en Pisa, beide Ghibellijns), die ze na verloop van tijd veroverde (Arezzo in 1384, Pisa in 1406, Livorno in 1421). De handel maakte haar tot een bloeiend economisch centrum.

Het geslacht Medici slaagde er in 1434 in om een erfherendynastie te vestigen. Bij het patriciaat en andere groepen gingen zij door voor tirannen, maar diverse aanslagen – waaronder de Pazzi-samenzwering van 1478 – konden hun macht niet breken. De Medici waren de rijkste bankiers en ondernemers van Italië, en onder hun bewind werd Florence het middelpunt van de renaissance, het brandpunt van kunsten en wetenschappen. De staatsman Niccolò Machiavelli heeft een onmiskenbare invloed gehad op de politiek.
Republikeinen verdreven de Medici van de macht in 1494. De dominicaanse monnik Girolamo Savonarola vestigde een tiranniek bewind, dat half theocratisch, half democratisch te noemen is, met een onverbiddelijke rechtspraak. Savonarola wilde de samenleving zuiveren van zaken die hij zag als verkeerd of zondig, en in 1497 kwam het tot een grootschalige boek- en kunstverbranding, bekend als het Vreugdevuur van de ijdelheden. Zijn strenge leer bracht hem in conflict met de paus, die hem excommuniceerde, en het volk dat de onderdrukking niet langer duldde. In 1498 werd Savonarola bij een oproer gevangengenomen, gemarteld en ten slotte op de brandstapel gezet. In de volgende jaren was er geen staatshoofd, wat leidde tot wanorde. Men stelde daarom een gonfaloniere aan, Piero Soderini, die de rust deed wederkeren.
De republikeinen werden in 1512 op hun beurt ten val gebracht door paus Julius II, waarna de Medici mochten terugkeren. In de jaren 1527-1530 leefde de republiek weer sterk op, maar na een belegering herstelden de Medici hun heerschappij, om kort daarna de hertogen van Florence te worden.

## Gilden
De verschillende gilden vormden de ruggengraat van het Florentijnse rijk want deze gilden vormden de basis voor het politieke systeem. Veel werkkrachten in de nijverheid behoorden echter niet tot een gilde. Hierdoor waren ze buitengesloten van het politieke systeem. De twee verschillende categorieën gildes waren:
- Arti Maggion (grote gilden): bijvoorbeeld: juristen, textielhandelaren, bankiers en apothekers.
- Arti Minori (kleine gilden): bijvoorbeeld: slagers, steenhouwers, smeden en koks.[2]

## Bestuur
Het bestuur van Florence (de Signoria) was gevestigd in het Palazzo Vecchio aan de Piazza della Signoria. De verkiezingen hiervoor verliepen volgens een complex proces, samengevat in drie stappen:
1. Squittinio: Het vaststellen welke burgers verkiesbaar zijn voor welke politieke ambten.
2. Accoppiactori: De Accoppiactori kiezen welke kandidaten deelnemen aan de verkiezingen/loting voor de verschillende ambten. Dit deden ze door de namen in een leren zakje (borsa) te stoppen.
3. Tratta: Loting van de aangewezen personen door de Accoppiactori over de verschillende ambten.

### Drie bestuursorganen
Er waren drie organen om de Florentijnse Republiek te besturen.
- De Signoria was de regering van de Florentijnse Republiek. Er werden acht priori (ministers) verkozen voor een termijn van zes maanden. Zes van deze priori werden aangesteld vanuit de Arti Maggiori en twee waren lid van de Arti Minori.[2] Uit hun midden duidden ze een gonfaloniere della giustizia (president) aan, wat letterlijk "vaandeldrager van de rechtvaardigheid" betekent. De macht van de gonfaloniere mag niet overdreven worden, want hij kon slechts besturen met een politieke meerderheid in zijn regering en was aangesteld voor een termijn van twee maanden. De Signoria werd bijgestaan door zestien lage baanderheren van de stedelijke vaandels en twaalf achtenswaardige mannen. Piero Soderini werd in 1502 benoemd tot gonfaloniere voor het leven.
- De Raad van Tachtig (Consiglio degli Ottanta) was het parlement. Uit de duizend leden van de Grote Raad werden er om de zes maanden tachtig vertegenwoordigers verkozen om in de Raad van Tachtig te zetelen.
- De Grote Raad (Consiglio Grande/Maggiore) was de volksvergadering opgericht door Girolamo Savonarola op 23 of 24 december 1494. In een stad van 70.000 inwoners waren er meer dan 3.000 verkiesbare burgers uit de maatschappelijke bovenlaag. Duizend mochten er zetelen in de Grote Raad. Door zijn grote omvang kon deze volksvergadering niet vaak bijeenkomen. De Signoria en de Raad van Tachtig moesten het eigenlijke politieke werk doen. De eisen om deel te mogen uitmaken van de Grote raad waren onder andere dat je minimaal 29 jaar oud moest zijn en een voorbeeld moest zijn op het gebied van integriteit. Dat hield in dat je altijd netjes je belasting hebt betaald en van een familie moest zijn die eerder een ambt had vervuld in een van de drie hoogste bestuursorganen in de republiek.[5]

#### Balia
De Signoria kon een plenaire vergadering van burgers bijeen roepen en deze verzoeken om een ad-hoc-orgaan in het leven te roepen met (vrijwel) onbeperkte volmachten, om zo door een moeilijke/(be)dreigende tijd heen te komen. Dit wordt een Babia (cosiglio maggiore) genoemd.
In praktijk werd dit orgaan ook gebruikt om gevoelige veranderingen door te voeren, zie de raad van zeventig, maar ook voor burgers te verbannen, etc..

### Twee raden door de de' Medici
In moeilijke tijden probeerden leden van de rijke familie de' Medici door middel van het invoeren van politieke hervormingen hun macht en invloed vast te houden en te versterken.
- De Raad van Honderd (Consiglio dei Cento) was ingesteld door Cosimo de' Medici in 1458 en bezat honderd leden. Vanuit alle vier wijken van Florence werden er vijfentwintig leden gekozen, twintig leden van de Arti Maggion en vijf leden van de Arti Minori. Met de verbanning van de familie in 1494 werd de raad ontheven maar in 1512 met de terugkeer van de familie opnieuw ingesteld.[7]
- De Raad van Zeventig (Consiglio dei Settanta) was ingesteld door Lorenzo de' Medici in 1480 na de mislukte Pazzi-samenzwering en de vijandigheden tegen de paus en Napels. Hetzelfde als bij de Raad van Honderd werd de raad opgeheven in 1494 maar opnieuw ingesteld in 1512. De leden van de raad hadden de bevoegdheid om leden van het stadsbestuur (priori) aan te stellen.

De zeventig leden van de raad werden benoemd voor een periode van vijf jaar maar er werden ook leden voor een levenslange periode aangewezen. De helft van de raad was actief het eerste deel van het jaar de andere helft actief het tweede deel van het jaar.

### Twee kanselarijen
Het bestuur liet zich bijstaan door twee kanselarijen, beide met een secretaris aan het hoofd. Deze ambtenarenkorpsen hadden eigen bevoegdheden, maar in de praktijk kwamen de twee kanselarijen herhaaldelijk op elkaars terrein. Door hun permanente aanstelling beschikten de ambtenaren over een schat aan politieke ervaring.
- De Eerste Kanselarij was in theorie bevoegd voor buitenlandse zaken. Marcello Virgilio Adriani was de secretaris van de Eerste Kanselarij. Hij verdiepte zich vooral in juridische kwesties.
- De Tweede Kanselarij was in theorie bevoegd voor binnenlandse zaken. Ze stond onder het gezag van de Eerste Kanselarij. Niccolò Machiavelli werd in 1498 benoemd tot secretaris van de Tweede Kanselarij. Hij was vooral actief in de buitenlandse politiek.

### Twee bijzondere politieke raden
Het bestuur van de Florentijnse Republiek richtte twee bijzondere politieke raden op voor militaire zaken. Deze maatregelen werden genomen onder druk van de penibele politieke toestand van Florence.
- De Raad van Tien (Dieci di Balia) was het ministerie van oorlog. De bestuurders werden voor zes maanden verkozen. Niccolò Machiavelli werd in 1498 benoemd tot secretaris van de Raad van Tien.
- De Raad van Negen (Nove ufficiali dell'ordinanza e milizia fiorentina) was het centrale overheidsorgaan voor de Florentijnse militie. Zij moesten de oprichting van het eigen leger in goede banen leiden. Het werd op 6 december 1506 voor het eerst in het leven geroepen op initiatief van Machiavelli. Niccolò Machiavelli werd dan in januari 1507 benoemd tot secretaris van de Raad van Negen.